# 巴勒斯坦安全总局
巴勒斯坦安全总局(阿拉伯语:مديرية الأمن العام)是巴勒斯坦自治政府的安全机构之一，它是由亚西尔·阿拉法特总统根据《奥斯陆协议》于1994年建立的； 并且是一个内部的情报组织，隶属于巴勒斯坦安全部门，由内政部长领导。其主要任务是保护巴勒斯坦领土和巴勒斯坦自治政府的内部安全，防止针对政府部门和公共机构的犯罪，它是奥斯陆和平进程的守护者，与以色列的情报机构交流密切。

## 历史
安全总局在2006年立法选举后不久，它的职责从总统职位转移到政府。 1993年的《奥斯陆协议》没有规定它的组建，但它的组建是在情报部门内部与以色列达成一致的情况下进行的。马哈茂德·阿巴斯担任总统期间，约旦河西岸的安全部门得到了统一，拉希德·阿布·沙巴克被任命为该部门的负责人，直到2007 年加沙事件后他被解职。随后齐亚德·哈卜·里赫少将接手了该机构在约旦河西岸的工作，目前该机构的工作主要局限于约旦河西岸，规模较小，力度不大。